# Troldhede Station
Troldhede Station er en dansk jernbanestation i stationsbyen Troldhede i Vestjylland.
Stationen ligger på Herning-Skjern Jernbane, der blev indviet 1. oktober 1881. Under og efter 2. verdenskrig var der sidespor til brunkulslejer.
Stationen betjenes fast af Arrivas Alstom Coradia LINT 41-tog som en af stationerne på Skanderborg-Skjern-banen.

## Troldhedebanen
I årene 1917-68 var stationen også endestation for Danmarks længste privatbane Troldhede-Kolding-Vejen Jernbane. Troldhedebanen havde egen perron, 3 spor, remise, drejeskive og vandtårn.

## Galleri
- Wikimedia Commons har flere filer relateret til Troldhede Station

- Hvor træerne står i dag havde Troldhedebanen endestation.
- Det gamle pakhus.
- Stationen set fra Jernbanegade.
- Billetautomater og stoppested for skolebus.
- Overskæring for Sdr Feldingvej.
- Lint 41 til Aarhus H.